# Mittelbronn
Mittelbronn là một xã trong vùng Grand Est, thuộc tỉnh Moselle, quận Sarrebourg, tổng Phalsbourg. Tọa độ địa lý của xã là 48° 46' vĩ độ bắc, 07° 13' kinh độ đông. Mittelbronn nằm trên độ cao trung bình là 280 mét trên mực nước biển, có điểm thấp nhất là 249 mét và điểm cao nhất là 347 mét. Xã có diện tích 7,71 km², dân số vào thời điểm 1999 là 639 người; mật độ dân số là 82 người/km². Mittelbronn nằm khoảng 14 km về phía đông bắc của Sarrebourg, thuộc Pháp từ năm 1661.

## Thông tin nhân khẩu
| 1962 | 1968 | 1975 | 1982 | 1990 | 1999 |
| ---- | ---- | ---- | ---- | ---- | ---- |
| 513  | 552  | 641  | 614  | 556  | 639  |